# Delak
Delak je redkejši priimek v Sloveniji, ki ga je po podatkih Statističnega urada Republike Slovenije na dan 1. januarja 2010 uporabljalo 50 oseb in je med vsemi priimki po pogostosti uvrščen na 7.540. mesto.

## Znani nosilci priimka
- Anton Delak (1927—2002), pravnik in politik
- Borut Delak (*1946), arhitekt
- Ferdo Delak (1905—1968), gladališki in filmski režiser, organizator in publicist
- Franjo Ivan Delak (1896—1972), zdravnik in glasbenik, zborovodja
- Katja Delak (1914—1991), koreografinja in pedagoginja
- Lado Delak, stotnik; vodil stan štaba in arhiva Slovenskega domobranstva
- Maja Delak (*1969), plesalka in koreografinja
- Nasta Pirc Delak (1925—2023), zdravnica anesteziologinja
- Zdenka T. Delak (1917—2009), plastična kirurginja
- Zvezda(na) Delak Koželj, Zavod za varstvo kulturne dediščine RS